# Sant Francesc de Santpedor
|  | Per a altres significats, vegeu «Convent de Sant Francesc (Santpedor)». |

Sant Francesc de Santpedor és una ermita del municipi de Santpedor (Bages). Data del segle xiii i és considerada una de les més antigues de Catalunya. Va ser edificada en honor de Sant Francesc d'Assís que segons la tradició, en el turó que ocupa l'ermita i que domina la plana bagenca, predicà quan seguia el Camí de Sant Jaume. És un edifici que forma part de l'Inventari del Patrimoni Arquitectònic de Catalunya.

## Descripció
És una petita capella d'una sola nau construïda sobre la base i el model d'una església anterior de la qual conserva la seva tipologia i estructura més essencial. L'església no té absis i la porta sobre el mur de llevant repetint un model usual a les portes romàniques tardanes del segle xiii, formada per grans dovelles amb una sola arquivolta. La nau és coberta per una volta de mig punt en el primer tram i per una volta ogival en el tram de l'altar. Situada dalt d'un turó és perfectament visible des de qualsevol lloc de Santpedor.

## Història
L'església de Sant Francesc de Santpedor és documentada al segle xiii, concretament l'any 1240 en diferents deixes testamentaries. Sabem que a partir d'aquest segle l'església fou centre d'una gran devoció fomentada per les mateixes autoritats de la vila. L'any 1605 s'hi instal·là una comunitat de servites i una masia veïna (avui perduda) acullia al sagrista i regent de la capella. La devoció a Sant Francesc culminà l'any 1693 amb l'arribava a Santpedor dels frares franciscans que hi fundaren una casa conventual. L'any 1936 en destruí el retaule renaixentista i la imatge antiga d'aquesta capella.